# فیگراس
فیگراس (به اسپانیایی: Figueres) یک شهرستان در اسپانیا است که در استان خرنا واقع شده‌است.

## خصوصیات
فیگراس ۱۸٫۷۸ کیلومترمربع مساحت و ۴۴٬۷۶۵ نفر جمعیت دارد و ۳۹ متر بالاتر از سطح دریا واقع شده‌است.